# Llista de topònims de Senterada
Llista de topònims (noms propis de lloc) del municipi de Senterada, al Pallars Jussà
Informació actualitzada per un bot. Els canvis manuals es perdran quan s'actualitzi!

## borda
| imatge | Nom                 | Ubicat a  | instància de | Detalls                      | coordenades                                                                | Protecció | Commons (més fotos) | Dades a WD                    |
| ------ | ------------------- | --------- | ------------ | ---------------------------- | -------------------------------------------------------------------------- | --------- | ------------------- | ----------------------------- |
|        | Corral de Manyanet  | Senterada | borda        | Estat: enderrocat o destruït | 42° 18′ 52″ N, 0° 53′ 53″ E / 42.31438889°N,0.89794444°E Cadolla 1350 msnm |           |                     | Modifica les dades a Wikidata |
|        | borda d'en Franc    | Senterada | borda        |                              | 42° 17′ 14″ N, 0° 56′ 52″ E / 42.2872°N,0.947806°E                         |           |                     | Modifica les dades a Wikidata |
|        | borda de Barrusca   | Senterada | borda        |                              | 42° 19′ 23″ N, 0° 57′ 17″ E / 42.323°N,0.954611°E 994 msnm                 |           |                     | Modifica les dades a Wikidata |
|        | borda de Bernat     | Senterada | borda        |                              | 42° 20′ 26″ N, 0° 55′ 01″ E / 42.3405°N,0.91686111°E 788 msnm              |           |                     | Modifica les dades a Wikidata |
|        | borda de Casimiro   | Senterada | borda        |                              | 42° 19′ 44″ N, 0° 56′ 36″ E / 42.3289536022013°N,0.943353112886664°E       |           |                     | Modifica les dades a Wikidata |
|        | borda de Cavaller   | Senterada | borda        | Estat: ruïnós                | 42° 22′ 43″ N, 0° 55′ 07″ E / 42.37852778°N,0.91852778°E 1544 msnm         |           |                     | Modifica les dades a Wikidata |
|        | borda de Gassol     | Senterada | borda        | Estat: ruïnós                | 42° 19′ 12″ N, 0° 53′ 33″ E / 42.31991667°N,0.89244444°E 1218 msnm         |           |                     | Modifica les dades a Wikidata |
|        | borda de Magí       | Senterada | borda        |                              | 42° 19′ 18″ N, 0° 56′ 23″ E / 42.3217095445975°N,0.939645176258121°E       |           |                     | Modifica les dades a Wikidata |
|        | borda de Mentui     | Senterada | borda        | Estat: ruïnós                | 42° 18′ 57″ N, 0° 54′ 38″ E / 42.3157°N,0.910611°E Cérvoles 1314 msnm      |           |                     | Modifica les dades a Wikidata |
|        | borda de Mingo      | Senterada | borda        |                              | 42° 19′ 00″ N, 0° 56′ 36″ E / 42.3167796937734°N,0.94344637166815°E        |           |                     | Modifica les dades a Wikidata |
|        | borda de Moró       | Senterada | borda        |                              | 42° 17′ 31″ N, 0° 57′ 16″ E / 42.2919247485857°N,0.954553496356235°E       |           |                     | Modifica les dades a Wikidata |
|        | borda de Mostatxo   | Senterada | borda        |                              | 42° 17′ 59″ N, 0° 54′ 33″ E / 42.2997584218525°N,0.90906310622535°E        |           |                     | Modifica les dades a Wikidata |
|        | borda de Pillard    | Senterada | borda        |                              | 42° 19′ 01″ N, 0° 54′ 35″ E / 42.3169°N,0.909833°E Cérvoles 1299 msnm      |           |                     | Modifica les dades a Wikidata |
|        | borda del Figuerola | Senterada | borda        | Estat: ruïnós                | 42° 17′ 53″ N, 0° 54′ 43″ E / 42.29802778°N,0.91194444°E Reguard 1230 msnm |           |                     | Modifica les dades a Wikidata |
|        | borda del Meriquèn  | Senterada | borda        |                              | 42° 18′ 20″ N, 0° 56′ 46″ E / 42.3055349710056°N,0.946141933140511°E       |           |                     | Modifica les dades a Wikidata |
|        | borda del Pastisser | Senterada | borda        |                              | 42° 19′ 37″ N, 0° 56′ 04″ E / 42.3269293532806°N,0.934450350330785°E       |           |                     | Modifica les dades a Wikidata |
|        | borda del Pau       | Senterada | borda        |                              | 42° 20′ 03″ N, 0° 55′ 29″ E / 42.33405556°N,0.92469444°E 785 msnm          |           |                     | Modifica les dades a Wikidata |
|        | bordes de Torres    | Senterada | borda        | Estat: ruïnós                | 42° 21′ 36″ N, 0° 55′ 22″ E / 42.36°N,0.92275°E 1158 msnm                  |           | Borda de Torres     | Modifica les dades a Wikidata |

## curs d'aigua
| imatge | Nom                                  | Ubicat a                                                       | instància de | Detalls                                                  | coordenades | Protecció | Commons (més fotos)    | Dades a WD                    |
| ------ | ------------------------------------ | -------------------------------------------------------------- | ------------ | -------------------------------------------------------- | --- | --------- | ---------------------- | ----------------------------- |
|        | Barranc de Sant Bartomeu (Senterada) | Senterada                                                      | curs d'aigua | Desemboca: el Flamisell Llarg: 1km                       | 42° 19′ 08″ N, 0° 56′ 10″ E / 42.3189°N,0.936167°E                                                                              |           |                        | Modifica les dades a Wikidata |
|        | barranc de Cérvoles                  | Senterada                                                      | curs d'aigua | Desemboca: el Flamisell Llarg: 2.5km                     | 42° 17′ 00″ N, 0° 58′ 00″ E / 42.28333333333333°N,0.9666666666666668°E                                                          |           |                        | Modifica les dades a Wikidata |
|        | barranc de Naens                     | Senterada                                                      | curs d'aigua | Desemboca: riu Bòssia Llarg: 3km                         | 42° 19′ 25″ N, 0° 54′ 37″ E / 42.323695°N,0.910151°E 42° 20′ 05″ N, 0° 55′ 35″ E / 42.334788°N,0.926443°E                       |           | Barranc de Naens       | Modifica les dades a Wikidata |
|        | barranc de l'Escalella               | Senterada                                                      | curs d'aigua | Desemboca: el Flamisell Llarg: 2km                       | 42° 18′ 07″ N, 0° 55′ 00″ E / 42.301984°N,0.916675°E 42° 17′ 51″ N, 0° 56′ 10″ E / 42.297456°N,0.9362°E                         |           | Barranc de l'Escalella | Modifica les dades a Wikidata |
|        | barranc de la Vinyassa               | Senterada                                                      | curs d'aigua | Desemboca: el Flamisell Llarg: 5km                       | 42° 18′ 21″ N, 0° 54′ 27″ E / 42.305938°N,0.90756°E 42° 18′ 13″ N, 0° 56′ 13″ E / 42.303583°N,0.936864°E                        |           | Barranc de la Vinyassa | Modifica les dades a Wikidata |
|        | barranc de les Roureres              | Senterada                                                      | curs d'aigua | Desemboca: el Flamisell Llarg: 2km                       | 42° 18′ 44″ N, 0° 56′ 07″ E / 42.3123°N,0.93532°E                                                                               |           |                        | Modifica les dades a Wikidata |
|        | barranc del Rial                     | Senterada                                                      | curs d'aigua | Desemboca: riu de Cadolla Llarg: 1.5km                   | 42° 19′ 44″ N, 0° 53′ 39″ E / 42.3288°N,0.894086°E                                                                              |           |                        | Modifica les dades a Wikidata |
|        | el Flamisell                         | la Torre de Cabdella Senterada Conca de Dalt la Pobla de Segur | curs d'aigua | Desemboca: Noguera Pallaresa Llarg: 34km Conca: 348.6km² | 42° 14′ 25″ N, 0° 58′ 14″ E / 42.24014686°N,0.97045541°E 42° 29′ 57″ N, 0° 59′ 30″ E / 42.49918888888889°N,0.9916138888888888°E |           | Flamisell River        | Modifica les dades a Wikidata |
|        | riu Bòssia                           | Sarroca de Bellera Senterada                                   | curs d'aigua | Desemboca: el Flamisell Llarg: 10km                      | 42° 21′ 53″ N, 0° 52′ 05″ E / 42.36482°N,0.867952°E 42° 19′ 19″ N, 0° 56′ 18″ E / 42.322058°N,0.938256°E                        |           | Riu Bòssia             | Modifica les dades a Wikidata |
|        | riu de Cadolla                       | Senterada la Pobla de Segur                                    | curs d'aigua | Desemboca: riu Bòssia Llarg: 4.5km                       | 42° 19′ 38″ N, 0° 52′ 56″ E / 42.327161°N,0.882266°E 42° 20′ 33″ N, 0° 54′ 54″ E / 42.34255°N,0.914971°E                        |           | Riu de Cadolla         | Modifica les dades a Wikidata |

## dolmen
| imatge | Nom                           | Ubicat a                     | instància de | Detalls | coordenades                                                                       | Protecció                   | Commons (més fotos)           | Dades a WD                    |
| ------ | ----------------------------- | ---------------------------- | ------------ | ------- | --------------------------------------------------------------------------------- | --------------------------- | ----------------------------- | ----------------------------- |
|        | Cabana del Moro (Senterada)   | Senterada la Pobla de Segur  | dolmen       |         | 42° 17′ 48″ N, 0° 57′ 40″ E / 42.29661111°N,0.96111111°E Serrat de Moró 1260 msnm | bé cultural d'interès local |                               | Modifica les dades a Wikidata |
|        | dolmen de Sant Roc            | Senterada                    | dolmen       |         | 42° 19′ 02″ N, 0° 54′ 04″ E / 42.31733333°N,0.90113889°E                          |                             |                               | Modifica les dades a Wikidata |
|        | dolmen del Mas                | Sarroca de Bellera Senterada | dolmen       |         | 42° 20′ 33″ N, 0° 54′ 51″ E / 42.34252222°N,0.91421667°E 796 msnm                 | bé cultural d'interès local | Dolmen del Mas                | Modifica les dades a Wikidata |
|        | la Casa Encantada (Senterada) | Senterada                    | dolmen       |         | 42° 20′ 36″ N, 0° 53′ 27″ E / 42.3433°N,0.890944°E 1396 msnm                      | bé cultural d'interès local | La Casa Encantada (Senterada) | Modifica les dades a Wikidata |

## entitat singular de població
| imatge | Nom        | Ubicat a  | instància de                                   | Detalls | coordenades                                                          | Protecció | Commons (més fotos)    | Dades a WD                    |
| ------ | ---------- | --------- | ---------------------------------------------- | ------- | -------------------------------------------------------------------- | --------- | ---------------------- | ----------------------------- |
|        | Burguet    | Senterada | entitat singular de població                   | 2 hab   | 42° 19′ 33″ N, 0° 55′ 22″ E / 42.3258°N,0.922803°E 1088.3 msnm       |           | Burguet                | Modifica les dades a Wikidata |
|        | Cadolla    | Senterada | entitat singular de població                   | 1 hab   | 42° 19′ 51″ N, 0° 53′ 43″ E / 42.3308°N,0.895192°E 939.6 msnm        |           | Cadolla                | Modifica les dades a Wikidata |
|        | Cérvoles   | Senterada | entitat singular de població                   | 8 hab   | 42° 18′ 42″ N, 0° 55′ 20″ E / 42.311783°N,0.922234°E 1168.9 msnm     |           | Cérvoles               | Modifica les dades a Wikidata |
|        | Larén      | Senterada | entitat singular de població                   | 1 hab   | 42° 22′ 40″ N, 0° 54′ 51″ E / 42.37774167°N,0.91421111°E 1433.1 msnm |           | Larén                  | Modifica les dades a Wikidata |
|        | Lluçà      | Senterada | entitat singular de població                   | 13 hab  | 42° 18′ 28″ N, 0° 56′ 25″ E / 42.307678°N,0.940313°E 756.6 msnm      |           | Lluçà (Senterada)      | Modifica les dades a Wikidata |
|        | Naens      | Senterada | entitat singular de població                   | 5 hab   | 42° 19′ 47″ N, 0° 54′ 57″ E / 42.32966389°N,0.91580556°E 982.2 msnm  |           | Naens                  | Modifica les dades a Wikidata |
|        | Puigcerver | Senterada | entitat singular de població                   | 5 hab   | 42° 19′ 09″ N, 0° 56′ 50″ E / 42.3191°N,0.947308°E 996.8 msnm        |           | Puigcerver (Senterada) | Modifica les dades a Wikidata |
|        | Reguard    | Senterada | entitat singular de població                   | 9 hab   | 42° 18′ 14″ N, 0° 56′ 27″ E / 42.30393°N,0.940878°E 793.6 msnm       |           | Reguard                | Modifica les dades a Wikidata |
|        | Senterada  | Senterada | entitat singular de població capital municipal | 113 hab | 42° 19′ 29″ N, 0° 56′ 17″ E / 42.32467289°N,0.93796088°E 727 msnm    |           |                        | Modifica les dades a Wikidata |

## església
| imatge | Nom                                  | Ubicat a  | instància de      | Detalls                      | coordenades                                                                  | Protecció                                  | Commons (més fotos)                   | Dades a WD                    |
| ------ | ------------------------------------ | --------- | ----------------- | ---------------------------- | ---------------------------------------------------------------------------- | ------------------------------------------ | ------------------------------------- | ----------------------------- |
|        | Nativitat de la Mare de Déu de Larén | Senterada | església          | Estil: arquitectura popular  | 42° 22′ 40″ N, 0° 54′ 50″ E / 42.377749°N,0.913938°E                         | bé cultural d'interès local                | Nativitat de la Mare de Déu de Larén  | Modifica les dades a Wikidata |
|        | Sant Aventí de Cérvoles              | Senterada | església          |                              | 42° 18′ 43″ N, 0° 55′ 23″ E / 42.311951°N,0.922956°E                         | bé cultural d'interès local                | Sant Aventí de Cérvoles               | Modifica les dades a Wikidata |
|        | Sant Esteve de Naens                 | Senterada | església          | Estil: arquitectura popular  | 42° 19′ 47″ N, 0° 54′ 58″ E / 42.329637°N,0.916227°E                         | bé cultural d'interès local                | Sant Esteve de Naens                  | Modifica les dades a Wikidata |
|        | Sant Genís de Bellera                | Senterada | església monestir | Estil: arquitectura romànica | 42° 21′ 36″ N, 0° 55′ 22″ E / 42.36°N,0.922656°E bordes de Torres 1158 msnm  |                                            | Sant Genís de Bellera                 | Modifica les dades a Wikidata |
|        | Sant Isidre                          | Senterada | església capella  | Estat: ruïnós                | 42° 19′ 02″ N, 0° 56′ 24″ E / 42.3171603902391°N,0.94007273484833°E 930 msnm |                                            |                                       | Modifica les dades a Wikidata |
|        | Sant Martí                           | Senterada | església          |                              | 42° 19′ 42″ N, 0° 54′ 13″ E / 42.32830556°N,0.90361111°E 1100 msnm           |                                            |                                       | Modifica les dades a Wikidata |
|        | Sant Miquel de Naens                 | Senterada | església monestir | Estil: arquitectura romànica | 42° 19′ 47″ N, 0° 54′ 55″ E / 42.32973889°N,0.91517222°E 980 msnm            | bé integrant del patrimoni cultural català | Sant Miquel de Naens                  | Modifica les dades a Wikidata |
|        | Sant Roc                             | Senterada | església          |                              | 42° 18′ 03″ N, 0° 54′ 48″ E / 42.30075°N,0.91344444°E 1297 msnm              |                                            |                                       | Modifica les dades a Wikidata |
|        | Sant Sebastià de Lluçà               | Senterada | església          |                              | 42° 18′ 27″ N, 0° 56′ 25″ E / 42.307401°N,0.940315°E                         | bé cultural d'interès local                | Sant Sebastià de Lluçà                | Modifica les dades a Wikidata |
|        | Sant Víctor de Senterada             | Senterada | església          | Estil: arquitectura popular  | 42° 19′ 31″ N, 0° 56′ 16″ E / 42.325403°N,0.937674°E                         | bé integrant del patrimoni cultural català |                                       | Modifica les dades a Wikidata |
|        | Santa Bàrbara de Larén               | Larén     | església          | 20th century                 | 42° 22′ 51″ N, 0° 55′ 35″ E / 42.38078°N,0.92629°E 1597 msnm                 | bé cultural d'interès local                | Santa Bàrbara de Larén                | Modifica les dades a Wikidata |
|        | Santa Coloma de Burguet              | Senterada | església          | Estil: arquitectura popular  | 42° 19′ 32″ N, 0° 55′ 21″ E / 42.325429°N,0.9225°E                           | bé integrant del patrimoni cultural català | Santa Coloma de Burguet               | Modifica les dades a Wikidata |
|        | Santa Grata de Senterada             | Senterada | església          |                              | 42° 19′ 28″ N, 0° 56′ 12″ E / 42.32441389°N,0.93673611°E 729.5 msnm          |                                            | Santa Grata de Senterada              | Modifica les dades a Wikidata |
|        | Santa Maria de Gràcia de Senterada   | Senterada | església          | Estil: arquitectura popular  | 42° 19′ 28″ N, 0° 56′ 12″ E / 42.32441389°N,0.93673611°E 729.5 msnm          | bé integrant del patrimoni cultural català | Santa Maria de Gràcia de Senterada    | Modifica les dades a Wikidata |
|        | la Presentació de Cadolla            | Senterada | església          | Estil: arquitectura popular  | 42° 19′ 50″ N, 0° 53′ 43″ E / 42.33055°N,0.895206°E                          | bé cultural d'interès local                | Església de la Presentació de Cadolla | Modifica les dades a Wikidata |

## font
| imatge | Nom                 | Ubicat a  | instància de | Detalls | coordenades                                              | Protecció | Commons (més fotos) | Dades a WD                    |
| ------ | ------------------- | --------- | ------------ | ------- | -------------------------------------------------------- | --------- | ------------------- | ----------------------------- |
|        | font Fresca         | Senterada | font         |         | 42° 18′ 54″ N, 0° 54′ 58″ E / 42.314972°N,0.916194°E     |           |                     | Modifica les dades a Wikidata |
|        | font de Sant Joan   | Senterada | font         |         | 42° 18′ 35″ N, 0° 58′ 05″ E / 42.30963889°N,0.96791667°E |           |                     | Modifica les dades a Wikidata |
|        | font de la Foradada | Senterada | font         |         | 42° 19′ 28″ N, 0° 54′ 41″ E / 42.324389°N,0.911444°E     |           |                     | Modifica les dades a Wikidata |
|        | font de la Presa    | Senterada | font         |         | 42° 18′ 56″ N, 0° 56′ 04″ E / 42.3155°N,0.934361°E       |           |                     | Modifica les dades a Wikidata |
|        | font del Rial       | Senterada | font         |         | 42° 19′ 04″ N, 0° 53′ 56″ E / 42.317639°N,0.898972°E     |           |                     | Modifica les dades a Wikidata |

## indret
| imatge | Nom             | Ubicat a                     | instància de | Detalls | coordenades                                                    | Protecció | Commons (més fotos)      | Dades a WD                    |
| ------ | --------------- | ---------------------------- | ------------ | ------- | -------------------------------------------------------------- | --------- | ------------------------ | ----------------------------- |
|        | Cantallops      | Senterada                    | indret       |         | 42° 18′ 19″ N, 0° 55′ 29″ E / 42.30525°N,0.92466667°E 975 msnm |           | Cantallops (Senterada)   | Modifica les dades a Wikidata |
|        | Collatorre      | Senterada                    | indret       |         | 42° 19′ 15″ N, 0° 55′ 16″ E / 42.32097222°N,0.92116667°E       |           |                          | Modifica les dades a Wikidata |
|        | Miravet         | Senterada                    | indret       |         | 42° 20′ 21″ N, 0° 54′ 40″ E / 42.33904°N,0.910975°E 875 msnm   |           | Miravet (Senterada)      | Modifica les dades a Wikidata |
|        | Plan del Mont   | Senterada                    | indret       |         | 42° 20′ 37″ N, 0° 51′ 55″ E / 42.3436°N,0.86525°E 1525 msnm    |           |                          | Modifica les dades a Wikidata |
|        | Vall de Bellera | Sarroca de Bellera Senterada | indret       |         | 42° 23′ 44″ N, 0° 50′ 11″ E / 42.39555556°N,0.83627778°E       |           | Vall de Bellera          | Modifica les dades a Wikidata |
|        | ban de Larén    | Senterada                    | indret       |         | 42° 22′ 08″ N, 0° 55′ 06″ E / 42.3689°N,0.918306°E 1400 msnm   |           | Ban de Larén             | Modifica les dades a Wikidata |
|        | coma de Prats   | Senterada                    | indret       |         | 42° 18′ 17″ N, 0° 53′ 34″ E / 42.30483333°N,0.89277778°E       |           |                          | Modifica les dades a Wikidata |
|        | la Degollada    | Senterada                    | indret       |         | 42° 18′ 04″ N, 0° 55′ 32″ E / 42.3011°N,0.925528°E 950 msnm    |           | La Degollada (Senterada) | Modifica les dades a Wikidata |

## masia
| imatge | Nom             | Ubicat a  | instància de | Detalls | coordenades                                                                           | Protecció | Commons (més fotos) | Dades a WD                    |
| ------ | --------------- | --------- | ------------ | ------- | ------------------------------------------------------------------------------------- | --------- | ------------------- | ----------------------------- |
|        | Ca d'en Dolça   | Senterada | masia        |         | 42° 19′ 34″ N, 0° 56′ 04″ E / 42.3259757596844°N,0.934505831305212°E                  |           |                     | Modifica les dades a Wikidata |
|        | Ca de Joanet    | Senterada | masia        |         | 42° 19′ 53″ N, 0° 53′ 53″ E / 42.3314095642118°N,0.898037901168524°E Cadolla 987 msnm |           | Ca de Joanet        | Modifica les dades a Wikidata |
|        | Ca de la Mola   | Senterada | masia        |         | 42° 19′ 23″ N, 0° 56′ 11″ E / 42.3231637794284°N,0.936381780192901°E                  |           |                     | Modifica les dades a Wikidata |
|        | Ca del Gravat   | Senterada | masia        |         | 42° 20′ 02″ N, 0° 54′ 07″ E / 42.3338927071183°N,0.901839216955129°E                  |           |                     | Modifica les dades a Wikidata |
|        | Ca del Matavino | Senterada | masia        |         | 42° 19′ 31″ N, 0° 55′ 21″ E / 42.3252463958516°N,0.922551495848392°E                  |           |                     | Modifica les dades a Wikidata |
|        | Ca del Sant     | Senterada | masia        |         | 42° 19′ 51″ N, 0° 53′ 50″ E / 42.3309277663349°N,0.897301453468236°E                  |           |                     | Modifica les dades a Wikidata |
|        | Casa Agulló     | Senterada | masia        |         | 42° 18′ 06″ N, 0° 56′ 18″ E / 42.30166667°N,0.93836111°E Reguard 700 msnm             |           |                     | Modifica les dades a Wikidata |
|        | Casa Garbet     | Senterada | masia        |         | 42° 19′ 13″ N, 0° 56′ 10″ E / 42.32022222°N,0.93619444°E 716.7 msnm                   |           |                     | Modifica les dades a Wikidata |
|        | Casa Torres     | Senterada | masia        |         | 42° 22′ 40″ N, 0° 54′ 52″ E / 42.3777471815891°N,0.914529441180046°E                  |           |                     | Modifica les dades a Wikidata |
|        | Casa de Fierro  | Senterada | masia        |         | 42° 19′ 52″ N, 0° 53′ 41″ E / 42.3310340089349°N,0.894749130107154°E                  |           |                     | Modifica les dades a Wikidata |
|        | Casa de Gassol  | Senterada | masia        |         | 42° 19′ 51″ N, 0° 53′ 42″ E / 42.330820903807°N,0.894914021107817°E                   |           |                     | Modifica les dades a Wikidata |
|        | Mas d'Erdo      | Senterada | masia        |         | 42° 19′ 42″ N, 0° 56′ 32″ E / 42.3282°N,0.942333°E 740 msnm                           |           |                     | Modifica les dades a Wikidata |
|        | Mas de Rossell  | Senterada | masia        |         | 42° 20′ 33″ N, 0° 54′ 45″ E / 42.3425°N,0.912611°E 808.2 msnm                         |           |                     | Modifica les dades a Wikidata |
|        | Montpeat        | Senterada | masia        |         | 42° 19′ 47″ N, 0° 53′ 59″ E / 42.3298575685151°N,0.899837302369916°E                  |           |                     | Modifica les dades a Wikidata |
|        | la Casa Blanca  | Senterada | masia        |         | 42° 19′ 52″ N, 0° 55′ 51″ E / 42.33122222°N,0.93080556°E 753 msnm                     |           |                     | Modifica les dades a Wikidata |
|        | la Mola         | Senterada | masia        |         | 42° 19′ 51″ N, 0° 53′ 46″ E / 42.3308785073216°N,0.896089391578075°E                  |           |                     | Modifica les dades a Wikidata |

## muntanya
| imatge | Nom                 | Ubicat a                                 | instància de | Detalls | coordenades                                                          | Protecció | Commons (més fotos)           | Dades a WD                    |
| ------ | ------------------- | ---------------------------------------- | ------------ | ------- | -------------------------------------------------------------------- | --------- | ----------------------------- | ----------------------------- |
|        | Pui de les Canals   | Senterada la Torre de Cabdella           | muntanya     |         | 42° 19′ 17″ N, 0° 53′ 17″ E / 42.3215°N,0.888181°E 1362.1 msnm       |           |                               | Modifica les dades a Wikidata |
|        | Roca de Sant Isidre | Senterada                                | muntanya     |         | 42° 19′ 00″ N, 0° 56′ 21″ E / 42.31672861°N,0.93908056°E 930.4 msnm  |           |                               | Modifica les dades a Wikidata |
|        | Roca del Vinyer     | Senterada Sarroca de Bellera             | muntanya     |         | 42° 20′ 29″ N, 0° 54′ 23″ E / 42.34125556°N,0.90648333°E 1058.9 msnm |           |                               | Modifica les dades a Wikidata |
|        | Santa Bàrbara       | Senterada                                | muntanya     |         | 42° 22′ 51″ N, 0° 55′ 24″ E / 42.380797°N,0.923423°E 1613 msnm       |           | Santa Bàrbara (Senterada)     | Modifica les dades a Wikidata |
|        | Taula d'Enserola    | Senterada Conca de Dalt                  | muntanya     |         | 42° 17′ 41″ N, 0° 55′ 26″ E / 42.2946°N,0.923881°E 1052 msnm         |           | Taula d'Enserola              | Modifica les dades a Wikidata |
|        | Tossal de la Creu   | Senterada la Torre de Cabdella           | muntanya     |         | 42° 22′ 36″ N, 0° 55′ 39″ E / 42.3766°N,0.927378°E 1594.4 msnm       |           | Tossal de la Creu (Senterada) | Modifica les dades a Wikidata |
|        | el Codó             | Senterada                                | muntanya     |         | 42° 18′ 05″ N, 0° 54′ 53″ E / 42.301519°N,0.914596°E 1327 msnm       |           | El Codó (Senterada)           | Modifica les dades a Wikidata |
|        | la Capcera          | Senterada Conca de Dalt el Pont de Suert | muntanya     |         | 42° 18′ 18″ N, 0° 53′ 11″ E / 42.30509722°N,0.88651667°E 1696 msnm   |           |                               | Modifica les dades a Wikidata |

## pont
| imatge | Nom                           | Ubicat a  | instància de | Detalls                      | coordenades                                                          | Protecció                                  | Commons (més fotos) | Dades a WD                    |
| ------ | ----------------------------- | --------- | ------------ | ---------------------------- | -------------------------------------------------------------------- | ------------------------------------------ | ------------------- | ----------------------------- |
|        | Pont de Cadolla               | Senterada | pont         | Travessa: riu de Cadolla     | 42° 19′ 54″ N, 0° 53′ 53″ E / 42.3316687866941°N,0.897932168657405°E |                                            |                     | Modifica les dades a Wikidata |
|        | Pont de Lluçà                 | Senterada | pont         | Travessa: el Flamisell       | 42° 18′ 17″ N, 0° 56′ 12″ E / 42.3046819714672°N,0.936755219009788°E |                                            |                     | Modifica les dades a Wikidata |
|        | Pont de la Pobleta            | Senterada | pont         | Travessa: riu Bòssia         | 42° 19′ 28″ N, 0° 56′ 12″ E / 42.3245581234415°N,0.936797354929047°E |                                            |                     | Modifica les dades a Wikidata |
|        | Pont del Canal                | Senterada | pont         |                              | 42° 18′ 14″ N, 0° 56′ 17″ E / 42.3038689381868°N,0.938116282427008°E |                                            |                     | Modifica les dades a Wikidata |
|        | Pont medieval sobre Senterada | Senterada | pont         | Estil: arquitectura romànica |                                                                      | bé integrant del patrimoni cultural català |                     | Modifica les dades a Wikidata |

## serra
| imatge | Nom                  | Ubicat a                     | instància de | Detalls      | coordenades | Protecció | Commons (més fotos) | Dades a WD                    |
| ------ | -------------------- | ---------------------------- | ------------ | ------------ | --- | --------- | ------------------- | ----------------------------- |
|        | Serra de Comillini   | Senterada el Pont de Suert   | serra        | Llarg: 1.5km | 42° 20′ 27″ N, 0° 52′ 03″ E / 42.3408°N,0.867411°E 1570 msnm                                                                                               |           | Serra de Comillini  | Modifica les dades a Wikidata |
|        | Serrat de Moró       | la Pobla de Segur Senterada  | serra        | Llarg: 3.5km | 42° 17′ 53″ N, 0° 57′ 49″ E / 42.298175°N,0.96353°E |           | Serrat de Moró      | Modifica les dades a Wikidata |
|        | Serrat de l'Espinau  | Senterada                    | serra        | Llarg: 0.5km | 42° 19′ 10″ N, 0° 55′ 15″ E / 42.31951388888889°N,0.9207972222222222°E 42° 19′ 06″ N, 0° 54′ 56″ E / 42.31847027777778°N,0.9155972222222224°E 1241.6 msnm  |           |                     | Modifica les dades a Wikidata |
|        | Serrat del Forn Vell | Senterada Sarroca de Bellera | serra        | Llarg: 1km   | 42° 21′ 11″ N, 0° 52′ 48″ E / 42.353119444444445°N,0.8800888888888888°E 42° 20′ 32″ N, 0° 52′ 30″ E / 42.34234444444444°N,0.8751111111111112°E 1507.5 msnm |           |                     | Modifica les dades a Wikidata |

## Misc
| imatge | Nom                                       | Ubicat a                | instància de           | Detalls                     | coordenades                                                        | Protecció                                  | Commons (més fotos) | Dades a WD                    |
| ------ | ----------------------------------------- | ----------------------- | ---------------------- | --------------------------- | ------------------------------------------------------------------ | ------------------------------------------ | ------------------- | ----------------------------- |
|        | Antiga Central hidroelèctrica del Congost | Senterada Conca de Dalt | central hidroelèctrica |                             | 42° 17′ 24″ N, 0° 56′ 19″ E / 42.290128°N,0.938537°E               |                                            |                     | Modifica les dades a Wikidata |
|        | Bosc de Cérvoles                          | Senterada               | bosc                   |                             | 42° 18′ 54″ N, 0° 54′ 00″ E / 42.314932°N,0.900137°E               |                                            |                     | Modifica les dades a Wikidata |
|        | Colldeberri                               | Senterada               | collada                |                             | 42° 18′ 58″ N, 0° 53′ 14″ E / 42.31602778°N,0.88719444°E           |                                            |                     | Modifica les dades a Wikidata |
|        | Pista d'Arcalís                           | Senterada               | camí carretera         | Llarg: 1.9km                | 774.9 msnm                                                         |                                            |                     | Modifica les dades a Wikidata |
|        | Santa Bárbara                             | Senterada               | vèrtex geodèsic        | Alt: 1.2m                   | 42° 22′ 51″ N, 0° 55′ 25″ E / 42.380793°N,0.923492°E 1612.708 msnm |                                            |                     | Modifica les dades a Wikidata |
|        | Sirena de Senterada                       | Senterada               | monument               | Estil: arquitectura popular | 42° 19′ 32″ N, 0° 56′ 07″ E / 42.325573°N,0.935257°E               | bé integrant del patrimoni cultural català |                     | Modifica les dades a Wikidata |
|        | casa consistorial de Senterada            | Senterada               | casa consistorial      |                             | 42° 19′ 34″ N, 0° 56′ 12″ E / 42.3260297°N,0.9367794°E             |                                            |                     | Modifica les dades a Wikidata |
|        | congost d'Erinyà                          | Conca de Dalt Senterada | congost                | Llarg: 1km                  | 42° 17′ 28″ N, 0° 56′ 17″ E / 42.2912°N,0.938056°E                 |                                            | Congost d'Erinyà    | Modifica les dades a Wikidata |